# George L. Johnson
Pour les articles homonymes, voir Johnson et George Johnson.
George Lee Johnson, né le 8 décembre 1956 à Brooklyn, New York, est un ancien joueur américain de basket-ball. Il évolue durant sa carrière au poste d'ailier fort.
Issu de l'équipe universitaire des Red Storm de Saint John, il est drafté en 1978 par les Bucks de Milwaukee en 12e position.
Il a évolué en NBA durant 8 saisons.